# 斑緋鯉
斑緋鯉為輻鰭魚綱鱸形目鱸亞目鬚鯛科的其中一種，分布印度西太平洋區，從紅海、東非、南非至澳洲北部海域，棲息深度8-80公尺，體長可達16公分，為底棲性魚類，屬肉食性。